# Decisión 70
Decisión 70 fue un programa de televisión chileno emitido durante 1970 por TVN. Consistía en un programa en que se presentaba a los candidatos a la Presidencia de la República: Salvador Allende (Unidad Popular), Jorge Alessandri (independiente apoyado por el Partido Nacional) y Radomiro Tomic (Partido Demócrata Cristiano), los cuales competirían en la elección del 4 de septiembre de 1970. El espacio era dirigido por Gonzalo Bertrán, siendo asistido por Felipe Pavez, Sylvia Gabor y Carlos Ramírez.

## Historia
El programa era emitido los días domingo a las 22:30 (hora local), inmediatamente después del noticiario Martini al instante y compitiendo directamente con A esta hora se improvisa de Canal 13. El objetivo del programa era presentar las posturas políticas y programas de gobierno de los 3 candidatos presidenciales. El programa fue concebido originalmente para ser emitido en 21 episodios: 7 episodios para cada candidato, apareciendo primero Jorge Alessandri, luego Salvador Allende y finalmente Radomiro Tomic.
La escenografía del programa consistía solamente en una imagen del frontis del Palacio de La Moneda, delante de la cual se ubicaban los candidatos. En cada episodio, el candidato debía responder a diez preguntas: 3 realizadas por cada candidatura, y una formulada por el canal. Dichas preguntas podían ser conocidas por los candidatos con 24 horas de anticipación. Entre las personas encargadas de realizar las preguntas a los candidatos se encontraban Julio Silva Solar, Carla Cristi, Renán Fuentealba Moena, Chino Urquidi, Nelson Villagra, Juan Hamilton, Alberto Jerez, Rafael Agustín Gumucio, Jaime Castillo Velasco, Marlene Ahrens y Raquel Parot.
Jorge Alessandri no se presentó en los dos primeros episodios que correspondían a su candidatura, siendo exhibido un largometraje en su reemplazo. Dado esto, el número final de episodios exhibidos disminuyó a 19. Además, en uno de los episodios correspondientes a su candidatura, se presentaba a Alessandri visiblemente cansado (producto de una gira realizada por las provincias de Atacama y Coquimbo) y con un temblor de manos cuando sostenía objetos en el aire. Estos hechos generaron el postulado de sus opositores de que Alessandri estaría en una edad muy avanzada para poder gobernar. Alessandri debió responder las preguntas desde su casa en el capítulo emitido el 5 de julio debido a que se encontraba enfermo y argumentó que el frío de los estudios de TVN le era perjudicial, y nuevamente se ausentó en el capítulo que correspondía emitir el 26 de julio.
El último episodio de Decisión 70 fue emitido el domingo 30 de agosto de 1970, a 5 días de la elección presidencial. El episodio final era el último programa correspondiente a la candidatura de Radomiro Tomic. Decisión 70 fue reemplazado a partir del 13 de septiembre por A tres bandas, emitido hasta agosto de 1972.